# 東北條郡
東北條郡是過去位於岡山縣北部的一郡，已於1900年4月1日與西西條郡、西北條郡、東南條郡合併為苫田郡。
過去的範圍為現在的津山市東北部地區。

## 歷史
在令制國時代最初為美作國苫田郡的一部份，在863年後，苫田郡先被分割為苫西郡和苫東郡，而後苫東郡又再被分割為東南條郡和東北條郡。

### 沿革
- 1889年6月1日：實施町村制，東北條郡下設：神庭村、高倉村、高田村、阿波村、加茂村、西加茂村、東加茂村、上加茂村村。（8村）
- 1900年4月1日：西西條郡、西北條郡、東南條郡、東北條郡合併為苫田郡。[1]